# Лілі Лавлесс
Лілі Мей Лавлесс (англ. Lily May Loveless; нар. 16 квітня 1990, Лондон) — британська кіноакторка і танцівниця.

## Життєпис
У дитинстві відвідувала початкову школу Millfields Community та римо-католицьку школу Кардинала Пола, що знаходяться в районі Генкі (Східний Лондон).
Раніше танцювала у групі Psychotic Dance Company, яка спеціалізувалася на вуличних танцях в поєднанні з іншими міськими танцювальними стилями. В червні 2007 року виступила з Psychotic Dance Company на карнавалі у Тоттенемі (Tottenham Carnival).
Акторський дебют дівчини відбувся в третьому сезоні серіалу «Skins», де вона зіграла підлітка Наомі Кемпбелл, що знаходилась в пошуках своєї сексуальної орієнтації. Ця роль і досі є найвідомішою у фільмографії акторки.
У 2011 році з'явилась у кліпі групи Buriers «Filth» разом з відомим британським актором Меттью Льюїсом.

## Фільмографія
| Рік  | Назва                    | Оригінальна назва                 | Роль              |
| ---- | ------------------------ | --------------------------------- | ----------------- |
| 2009 | Скінс                    | Skins                             | Наомі Кемпбел     |
| 2009 |                          | Seven PM                          | Фокс              |
| 2009 | Бий і біжи               | Hit and Run                       | Шеллі             |
| 2010 | Торн: Соня               | Thorne: Sleepyhead                | Хлоя              |
| 2011 |                          | Combat Kids                       | Бекс Клейтон      |
| 2011 | Привиди                  | The Fades                         | Анна Робертс      |
| 2011 | Бедлам                   | Bedlam                            | Седі Новак        |
| 2011 | Шалава                   | Sket                              | Анна              |
| 2011 | Привиди                  | The Fades                         | Анна Робертс      |
| 2011 | Пригоди Сари Джейн       | The Sarah Jane Adventures         | Еллі Фабер        |
| 2012 | Валландер                | Wallander                         | Маргарета Харкала |
| 2012 | Хороший коп              | Good Cop                          | Люсі              |
| 2012 | Свічка на воді           | Candle to Water                   | Крісі             |
| 2013 | Аварія                   | The Crash                         | Ешлі Уейнрайт     |
| 2014 |                          | Fear of Water                     | Алексія           |
| 2014 |                          | DCI Banks                         | Трейсі Бенкс      |
| 2014 |                          | The Great War: The People's Story | Дороті Ллойд      |
| 2015 |                          | Set the Thames on Fire            | Емілі             |
| 2015 |                          | Cuffs                             | Кориця            |
| 2016 | Мушкетери                | The Musketeers                    | Елоді             |
| 2018 | Члени королівської сім'ї | The Royals                        | Ґрета             |
| 2020 | Незнайомка               | The Stranger                      | Інгрід Присбі     |

## Нагороди
- У 2007 році Лілі Лавлесс отримала Jack Petchey Achievement Award
- Отримала премію ANGEL AWARDS в рамках Міжнародного Фестивалю Кіно в Монако.
- Отримала нагороду "Найкращий новий актор", за роль у фільмі "Fear of Water".
- У 2013 Лілі Лавлесс і Кетрін Прескот виграли номінацію "Найкраща жіноча фотосесія для No Cigar".
- Також вони потрапили в рейтинг найсексуальніших жінок за версією сайту "AfterEllen".

## Цікаві факти
- В молодому віці у Лілі Лавлесс був комплекс Наполеона
- Зараз зріст акторки — 1,68 м
- В неї є тату у вигляді квітки лілії
- В інтерв'ю NME Лілі повідомила, що її улюбленими групами є Arctic Monkeys, Red Hot Chili Peppers і Florence and the Machine.
- Акторка грає на піаніно
- Кетрін Прескот, що виконувала роль Емілі у серіалі «Скінс» є найкращою подругою Лілі Лавлесс
- Вболіває за англійську футбольну команду «Арсенал»
- У 2011 році на зйомках «Скінс» познайомилась зі своїм хлопцем Беном